# Elisabet Yngström
Maria Elisabet Yngström, född 14 januari 1949 i Huddinge, är en svensk politiker för Socialdemokraterna och tidigare kommunalråd i Ragunda kommun.
Under 2020 blev Yngström svårt sjuk i samband med coronaviruspandemin.

## Politisk karriär
Yngström är barnskötare till yrket och har varit politiker (socialdemokrat) sedan 1968 då hon blev invald i Stuguns landskommuns fullmäktige. Mellan 2003 och 2010 var hon kommunstyrelseordförande och kommunalråd i Ragunda kommun.
Yngström har kritiserat sina partikamrater, däribland riksdagsledamoten Marie Nordén för att inte arbeta för vattenkraftsåterbäring, något Ragunda kommun skulle tjäna på då kommunen producerar 10 % av hela landets vattenkraft. Yngström sitter med i styrelsen för Föreningen Sveriges Vattenkraftskommuner som grundades för att driva igenom denna fråga.[källa behövs]

## Kommunfrågan
Ragunda kommun är Jämtlands läns minsta befolkningsmässigt sett och har en åldrande befolkning. Tidigt efter att Yngström tillträdde som kommunalråd i Ragunda kommun föreslog hon att man skulle göra hela Jämtlands län till en kommun för att stärka demokratin och ekonomin samt förbättra servicen till medborgarna, ett tämligen kontroversiellt förslag som inte fick något större genomslag i länet men som drog igång en debatt. Yngström tog initiativ till en lokal folkomröstning i samband med Europaparlamentsvalet 2004 gällande en eventuell sammanslagning av Ragunda och Bräcke kommun. Medborgarna sade dock nej till det. Hon har också uttryckt sig positiv till att dela upp Ragunda kommun i flera delar, där till exempel Stugun skulle kunna bli en del av Östersunds kommun och Bispgården en del av Sollefteå kommun.[källa behövs]